# Private Practice
Private Practice (Sin cita previa en España y Addison en México) es una serie de televisión estadounidense emitida por la cadena de televisión ABC y creada por Shonda Rhimes. Se trata de un spin-off de la serie Grey's Anatomy.
La serie narra la vida de la doctora Addison Montgomery (interpretada por Kate Walsh) tras dejar el hospital Seattle Grace y mudarse a Los Ángeles, donde empieza a trabajar en una clínica privada de unos amigos.
La serie cuenta con un episodio piloto dentro de un episodio doble de la tercera temporada de Grey's Anatomy en el que se presentaban la mayoría de personajes y las principales localizaciones. La siguiente emisión de la serie ya se realizó como programa independiente.
Antes de estrenarse la serie, Shonda Rhimes la definía como «un Grey's Anatomy para adultos». El spin off marca varias diferencias con la obra original al dedicar más esfuerzo en plantear dilemas morales propios de la práctica de la medicina y por contar con unos personajes con una media de edad superior, lo que hace que las historias y acontecimientos tengan un componente maduro más marcado.
En Estados Unidos, el último episodio de la serie fue emitido por la cadena ABC el 22 de enero de 2013.

## Elenco

### Personajes principales
| Actor                    | Personaje                 | Especialización u ocupación | Participación                                                                                    |
| ------------------------ | ------------------------- | --- | ------------------------------------------------------------------------------------------------ |
| Kate Walsh               | Addison Forbes Montgomery | Cirujana neonatal, obstetra y ginecóloga. | Desde Grey's Anatomy                                                                             |
| Tim Daly                 | Peter Wilder              | Especialista en medicina alternativa y enfermedades infecciosas | Desde Grey's Anatomy / Desde la temporada 1 a la 5.                                              |
| Audra McDonald           | Naomi Bennett             | Endocrinóloga, especialista en fertilidad y en genética | Desde Grey's Anatomy / Desde la temporada 1 hasta la temporada 4. Recurrente en temporada 6      |
| Taye Diggs               | Sam Bennett               | Especialista en medicina interna, a partir de la tercera temporada, lo veremos trabajar como cirujano cardio-torácico.                                                  | Desde Grey's Anatomy / Desde temporada 1 hasta final.                                            |
| Amy Brenneman            | Violet Turner             | Psiquiatra | Desde Grey's Anatomy / Desde temporada 1 hasta final.                                            |
| Paul Adelstein           | Cooper Freedman           | Pediatra | Desde Grey's Anatomy / Desde la temporada 1 hasta el final.                                      |
| Chris Lowell             | Dell Parker               | Enfermero en prácticas, recepcionista | Desde Grey's Anatomy / Desde la temporada 1 hasta la temporada 3                                 |
| KaDee Strickland         | Charlotte King            | Jefa de planta y de personal del hospital St. Ambrose, como doctora trabaja en urología, a partir de la tercera temporada, también la veremos trabajando como sexóloga. | Desde la temporada 1 hasta el final.                                                             |
| Brian Benben             | Sheldon Wallace           | Psiquiatra | Desde la temporada 4 hasta el final. Recurrente en temporadas 2 y 3.                             |
| Caterina Scorsone        | Amelia Shepherd           | Neurocirujano | Desde Grey's Anatomy / Desde la temporada Temporada 4 hasta el final. Recurrente en temporada 3. |
| Benjamin Bratt           | Jake Reilly               | Cirugía general, obstetricia y ginecología | Desde la temporada 5 hasta el final. Recurrente en temporada 4.                                  |
| Michael Patrick Thornton | Dr. Gabriel Fife          | Doctor en investigación | Recurrente desde la temporada 3 hasta la 4.                                                      |

- Merrin Dungey interpretó al personaje de Naomi Bennett en Grey's Anatomy, pero fue reemplazada por Audra McDonald el 29 de junio de 2007, de cara a la puesta en marcha de la serie. Acerca de este cambio, Shonda Rhimes alega que querían que Naomi tuviera una personalidad más marcada. Audra Mcdonald lamenta que el cambio se hiciera a la vista del público, pero realmente es algo normal dentro del proceso de creación de una serie.[1]

## Historia de la producción

### Orígenes
El 21 de febrero de 2007, The Wall Street Journal informó que ABC estaba persiguiendo un spin-off de Grey's Anatomy con el personaje de Kate Walsh, Addison Montgomery. Informes posteriores confirmaron la noticia, diciendo que una transmisión de dos horas de Grey's Anatomy (que salió al aire el 3 de mayo de 2007) serviría como un piloto del spin-off. El episodio muestra a Montgomery yéndose del Hospital Seattle Grace, a la clínica de Los Ángeles, nombrada el Centro Oceanside Wellness. La emisión sirvió como los episodios número 22 y 23 de la temporada (de 25) y estuvo dirigida por Michael Grossman, de acuerdo a Variety. Los columnistas de chismes, Kristin Veitch y Michael Ausiello informaron que el spin-off se establecería en Los Ángeles.

### Historia de emisión
El 3 de mayo de 2007, el piloto de Private Practice salió al aire en ABC; el piloto fue en el episodio doble de Grey's Anatomy titulado, "The Other Side of This Life", y le dio una breve descripción de los personajes en Private Practice. El elenco incluía a Amy Brenneman, Paul Adelstein, Tim Daly, Taye Diggs, Chris Lowell y Merrin Dungey. El episodio de dos horas tuvo 21 millones de espectadores. El episodio fue número 1 en el horario de las 21:00 y 22:00. El 5 de mayo de 2007, se anunció, en The Ellen Show, que Private Practice era parte de ABC. La primera promoción de televisión de la serie salió al aire durante el final de temporada de Grey's Anatomy, el 17 de mayo de 2007. La serie se estrenó el 26 de septiembre de 2007, obteniendo 14.41 millones de espectadores. La serie se estrenó en la televisión británica el 15 de julio de 2008, en LIVING. Luego fue trasladado a los jueves a las 22:00. El último capítulo de la serie se emitió el 22 de enero de 2013.

### Elenco
El 29 de junio de 2007, se anunció por ABC que Merrin Dungey, quien interpretó el papel de Naomi Bennett, sería reemplazada por Audra McDonald. ABC no dio razones por este cambio. El 11 de julio de 2007, se anunció que el nuevo personaje, interpretado por KaDee Strickland, había sido agregada al elenco principal.
Idina Menzel apareció en dos episodios durante la segunda temporada. Menzel está casada con la estrella de Private Practice Taye Diggs. David Sutcliffe, Jayne Brook, y Josh Hopkins también aparecieron en la serie.

### Ubicación
La mayoría de las escenas exteriores son en Santa Mónica, California. El edificio Oceanside Group puede ser encontrado en la esquina de Wilshire en Santa Mónica, California. De hecho, es un banco.
Addison Montgomery y Sam Bennett vivien en casas en Malibú enfrente de la arena, que podrían costar cerca de $4 millones cada una.

## Temporadas
| Temporada | Temporada | Episodios | Episodios | Emisión original         | Emisión original       |
| Temporada | Temporada | Episodios | Episodios | Primera emisión          | Última emisión         |
| --------- | --------- | --------- | --------- | ------------------------ | ---------------------- |
|           | Piloto    | 2         | 2         | 3 de mayo de 2007        | 3 de mayo de 2007      |
|           | 1         | 9         | 9         | 26 de septiembre de 2007 | 5 de diciembre de 2007 |
|           | 2         | 22        | 22        | 1 de octubre de 2008     | 30 de abril de 2009    |
|           | 3         | 23        | 23        | 1 de octubre de 2009     | 13 de mayo de 2010     |
|           | 4         | 22        | 22        | 23 de septiembre de 2010 | 19 de mayo de 2011     |
|           | 5         | 22        | 22        | 29 de septiembre de 2011 | 15 de mayo de 2012     |
|           | 6         | 13        | 13        | 25 de septiembre de 2012 | 22 de enero de 2013    |

Cuando Addison Montgomery se da cuenta de que Seattle ya no hay nada que la retenga, decide cambiar de vida, de trabajo y de ambiente a uno más cálido.

### Primera temporada
Addison ingresa a trabajar al Oceanside Wellness, con sus amigos de la facultad de Medicina, Sam y Naomi Bennette, ellos se han divorciado y llevan en conjunto la clínica, en ella trabajan Violet Turner, una psiquiatra que ha sido abandonada por su novio Allan y aún no lo supera. Cooper Friedman un gran pediatra, pero inseguro en las cuestiones románticas. Peter Wilder, especialista en Medicina Alternativa. Todos ellos tendrán que lidiar con Charlotte King, la Jefa de Planta del St. Ambrose. Durante la primera temporada, Addison se tendrá que adaptar a su nueva vida, Naomi lidiará con los sentimientos que tiene hacia su exesposo, Violet buscará la forma de volver a estabilizarse emocionalmente, Charlotte tiene problemas de sueño, Peter seguirá recordando a su esposa muerta a la que no amaba, Cooper tendrá fracasos en su citas por internet y Dell, el enfermero, buscará la forma de acercarse a Naomi.

### Segunda temporada
Addison empieza a salir con el Oficial Kevin Naelson, mientras ella y Pete deciden ser solo amigos. Mientras Naomi tendrá que resolver sus asuntos inconclusos con Sam, por otro lado Violet defenderá su postura de tener varias parejas sexuales, lo que le traerá un embarazo inesperado con la duda de quién es el padre. Mientras Charlotte y Cooper tendrán que acostumbrarse ante el rumbo que lleva su nueva relación, esta se afianzara aún tras la muerte del padre de Charlotte.
Hacia el final de temporada, Addison se encontrará con el Dr. Noah Barnes, por el cual sentirá una gran atracción, pero él es casado. Naomi dejará la clínica para dirigir la clínica rival, que en un principio era dirigida por Charlotte, a la cual despedirán por considerarla demasiado cruel. El embarazo de Violet está a punto de llegar a término, pero este será puesto en peligro, cuando Katie Kent, una persona desquilibrada emocionalmente la atacará y le hará una cesárea en la sala de su casa, porque cree que Violet tiene a su hijo muerto en su vientre.

### Addison antes dePrivate Practice
El personaje de Addison fue presentado en la serie Grey's Anatomy en el final de su primera temporada, como la esposa del Doctor Shepherd, y se desarrolló a través de la segunda y tercera. Addison llega a Seattle en busca de su marido, quien la había abandonado cuando descubrió que le había sido infiel. Ella descubre al llegar que él ha rehecho su vida al lado de la doctora Meredith Grey. Addison asimila el fin de su matrimonio, pero no consigue rehacer su vida sentimental.
La pista de despegue de Private Practice se realizó a través del capítulo doble "The other side of this life" (El otro lado de esta vida, 3x22 y 3x23), en el que Addison, después de que Alex Karev la rechazara, decide tomarse un tiempo libre para visitar a su compañera de la facultad, Naomi. Tras regresar al Hospital Seattle Grace y no ser nombrada Jefa de Cirugía, Addison decidió marcharse a la clínica privada de Oceanside en Los Ángeles, donde le ofrecieron un despacho.
Además, se realizó un capítulo resumen "Come Rain or Shine: From Grey's Anatomy To Private Practice" que enlaza ambas series.

### Crossovers
La hermandad del universo de la serie con el de Grey's Anatomy ha permitido la existencia de diversas apariciones de personajes en una serie y otra.
El capítulo 4.13 de Anatomía de Grey recibe de nuevo al personaje de Addison y continua la trama de esta serie después de la primera temporada, su título es "Piece of My Heart (Emisión: 1 Mayo 2008)". Esto no es más que un cross-over, ya que el personaje no vuelve para quedarse, solo va al Seattle Grace para hacer una visita a sus viejos amigos y operar.
En el capítulo 5.15 de Grey's Anatomy se produce otro cross-over con los personajes de Addison, Naomi y Sam. El cross-over dura un período de tres semanas.
En el capítulo 5.16 de Grey's Anatomy sigue estando el cross-over pero solo con el personaje de Addison.
En el capítulo 2.15 de Private Practice se presenta el motivo del cross-over.
En el capítulo 2.16 de Private Practice se realiza el cross-over, con los personajes de Grey's Anatomy: Alex, el Jefe, la doctora Bailey y Derek.
En el capítulo 2.17 de Private Practice es el fin del cross-over pero es un capítulo común e independiente.
Ya en la tercera temporada de Private Practice en el capítulo 3.03, y en Grey's Anatomy el capítulo 6.05 hay de nuevo otro cross over pero esta vez se trata de la Dra. Bailey que tiene una paciente que necesita un trasplante de riñón y tiene que viajar hasta la clínica de Los Ángeles para que su hermana le pueda donar su riñón. En este capítulo la Dra. Bailey le cuenta Addisson que Meredith y Derek se casaron, que es madre soltera porque se divorció, que Izzie Stevens tiene cáncer y que George O'Malley está muerto. También se puede observar a través del capítulo que la química entre Sam y Bailey aumenta.
En la tercera temporada de Private Practice, capítulo 3.11, Mark Sloan viajará a la clínica de Addison por una emergencia que le ocurre a la hija de él. Addison se acuesta con Mark en el despacho de su clínica y son sorprendidos por uno de sus socios.
En la cuarta temporada de Private Practice, capítulo 4.03, Amelia viaja a Seattle para reconciliarse con su hermano Derek. Durante la séptima temporada de Greys Anatomy, en el capítulo 18, Addison viajará de nuevo a Seattle para tratar a Callie Torres después de su accidente
En el capítulo 8.13 de Grey's Anatomy podemos ver a una Addison embarazada, casada con Derek y que nunca ha abandonado el Seattle Grace; se trata de un episodio de una realidad alternativa totalmente independiente de la trama de la octava temporada.

## Emisión en España
En España se retransmite en abierto en canales del grupo Atresmedia y de FOX en los principales operadores de cable. El título en español es Sin cita previa. Se estrenó en Fox el 24 de enero de 2008 y en abierto en Antena 3 el 4 de septiembre de 2008.
A pesar de que la serie empezó bastante bien su primera temporada en prime-time en Antena 3 marcando un 17% de cuota de pantalla, poco a poco fue bajando debido a la dura competencia (Cuéntame cómo pasó, y Sin tetas no hay paraíso, principalmente) por lo que acabó con pésimos resultados y triple episodio en una misma noche, con un 8.8% el primero, un 8% el segundo y un 14.4% el tercero a las 23:45, por lo que hasta un año después Antena 3 no se decidió a estrenar la segunda temporada, el 20 de septiembre de 2009, sin apenas promoción, después de Doctor Mateo y en late night, a doble episodio, habiéndose emitido por completo la segunda temporada en Fox antes de verano. Tras los bajos resultados, en torno al 6%, Antena 3 decide retirarla, para que posteriormente, dos semanas después continue con la emisión de nuevos episodios los sábados y domingos a las 20:00 después del multicine y antes de Antena 3 Noticias. Las audiencias por la tarde tampoco llegan a ser aceptables, pero pasan, con una media de 10% de cuota de pantalla.
El 12 de enero de 2010 el canal Nova del grupo Antena 3 estrena la tercera temporada en abierto.
A partir del 14 de mayo de 2014 Divinity, del grupo Mediaset, es quien vuelve a emitir la serie retomandola desde el principio, emitiéndola junto a Grey's Anatomy, en franja late night (23:15).

## Emisión en México
En México la serie, bajo el nombre de Addison, comenzó sus emisiones en televisión abierta a través de la cadena de televisión Azteca 7, el 7 de mayo de 2009.